# Grisyigoga
Grisyigoga là một chi bướm đêm thuộc họ Noctuidae.